# 甘宁
甘宁（2世纪—217年以後），字兴霸，益州巴郡临江（今重庆市忠县）人，東漢末年三國時期东吴将领，曾經歷仕於劉表和黃祖麾下不被重用，轉投孫權麾下受到周瑜、呂蒙的推舉。其功勛主要在曹魏的戰役中表現顯赫，勸孫權攻荊州進益州，隨周瑜攻曹仁奪南郡，隨魯肅鎮益陽峙關羽，隨孫權攻皖城擒朱光，隨呂蒙守濡需戰曹魏，隨蔣欽攻合肥護孫權，率百騎夜襲曹營，斬得數十首級而回。孫權曾稱贊道：“孟德有張遼，孤有甘興霸，足可敵矣”；是江東十二虎臣之一。

## 生平

### 錦帆賊俠
甘寧本是南陽人，先客於巴郡。本為吏使，舉為計掾，後為蜀郡丞，不久，棄官回家（可能是因起兵反对刘璋所致，详见下文）。甘宁少年时好游侠，纠集人马，持弓弩，在地方上为非作歹，组成渠师抢夺船只财物，身佩铃铛，衣着华丽，人称「錦帆贼」。當地聞鈴響，即知道是甘寧出現。二十多岁时，不再搶劫鬧事，開始發憤讀書，尤其是《諸子》。

### 懷才不遇
《蜀志·劉二牧傳》引王粲《英雄記》記載說在劉璋初即位之時，荆州别驾刘阖煽動甘寧聯合沈彌、婁發起兵造反不敵，投奔到荊州，《資治通鑑》也有記載此事。而《吳志》本傳并沒有記載，只是說甘寧與手下八百人投到劉表麾下。劉表是儒人，深居南陽不諳軍事，甘寧不得重用，後來依附屯守夏口的黃祖，但三年來黃祖不曾以禮相待。孫權進攻夏口時黃祖敗走，甘寧為了救主拉弓射殺追擊而來的吳將凌操，黃祖雖蒙甘寧相救，仍對甘寧不加重視，黃祖的副將蘇飛屢次推薦甘寧皆不被黃祖採納，甘寧心寒萌生去意，但又認為黃祖不會答應而鬱鬱寡歡，蘇飛非常同情甘寧的際遇，於是宴請甘寧並藉機告訴甘寧願意幫他逃離此地另謀明主，甘寧欣然同意。後來黃祖接受蘇飛提議把甘寧調到位於邊境的邾长，甘寧把之前離開的門客招攬回來，得到數百人後直接離開邾长，東進轉投孫權帳下。

### 初露鋒芒
周瑜、吕蒙共同推舉重用甘宁，孙权採納二人的舉薦，并對甘寧如老臣般親近。甘寧認為吳國要一統天下必須先滅劉表佔荊州，再破劉璋併益州，而一切的起點便是先剿除黃祖，孫權內心深感認同，但張昭反對道：“吳國局面動盪不安，若貿然舉大軍西征，必然招致大亂。”甘寧反駁道：“國家視君如蕭何般將持國重任交給君，君不想想怎麼像蕭何那樣安頓後方卻只擔心會發生憂亂，那君讀古書師法古聖先賢都是學假的？”孫權對舉起酒杯附和甘寧說：“興霸，孤意已決現可進軍討伐，就如孤敬你的這杯酒，決定將這場戰事託付給卿，希望卿能好好運籌帷幄，若因此攻克黃祖便算卿首功，不必在意長史（張昭）之言。”孫權於是西進，果然大破黃祖、盡獲黃祖舊部，戰後孫權加派兵力給甘寧，令他們屯守當地。

### 知恩圖報
孫權破黃祖後，打算斬黃祖、蘇飛二人首級入函。蘇飛知道後急派人向甘寧求救，甘寧說：“就算蘇飛不開口我也會去求情，我豈能忘却當初蘇飛之恩？”孫權為諸將設慶功宴時，甘寧來到孫權座席前叩頭大哭說：“蘇飛昔日對我有恩，當初甘寧若非得蘇飛相助，早已不知橫屍何處，罔論像現在這樣效力於主公麾下。蘇飛雖然罪該問斬，但在下斗膽乞求主公饒其性命。”孫權說：“如果依你之言赦免他，但他卻叛逃又該當如何？”甘寧說：“主公免去蘇飛死罪、讓他受更生之恩，就算趕他走他也不願離開，何況是叛逃呢！若他真逃跑，甘寧願用人頭做擔保。”孫權便赦免蘇飛，令其擔任甘寧手下。

### 危難自若
建安十三年（208年），赤壁之戰中孫劉大敗曹軍。其後在208年到209年期間，甘寧隨周瑜破曹操於烏林。在南郡攻打曹仁，但未能攻取。甘宁提議計策，先徑襲夷陵，迫降守將襲肅，之後甘寧往那裡進攻隨即得到那座城池，并進入沿著那裡據守。當時手下只有數百兵卒，就算得到新加入的兵卒，也只不過僅僅滿千人。曹仁於是命令五、六千人圍甘寧。甘寧連續受到攻擊多日，敵軍設置高樓，箭如雨下射入城中，眾将士惧怕，惟獨甘宁谈笑自若。派人將戰況通報給周瑜，周瑜採用呂蒙的計策，率諸將解围，留凌统防守本營。

### 奮勇當先
建安十九年（214年），曹操補充軍糧，派廬江太守朱光屯兵皖城耕地種糧。吳將呂蒙認為，在收成之時拿下皖城。孫權採納呂蒙的建議，但五月時水漲，朱光緊閉城門據守，呂蒙認為以目前的形勢環境，要速戰速決。呂蒙推舉甘寧為攻城督，在前線破城，而呂蒙作為後繼，親自擂鼓助陣。甘宁在攻打时，手持铁索身先士卒爬上城墙，为破城立下大功，并擒獲朱光。評計功勞，呂蒙為最，甘寧次之，被拜封为折冲将军。

### 熊據虎跱
在南郡爭奪戰後，甘宁跟随鲁肃鎮守益阳防备关羽。关羽号称有三万人马，親自選擇五千精锐，投物在上流十餘里水流急速的地方，打算在夜間在水淺的地方渡河。魯肅與眾將相議，甘宁當時有三百兵士，於是說：“可給我增添五百人，讓我前往對敵，保證關羽一聽到我的名號就不敢渡河，若膽敢渡河將被我生擒。”魯肅便挑選千餘兵士給甘寧，甘寧於夜間前往。關羽聽聞是甘寧領軍，发现對方已經做好了防備，就终止了渡河行动。只在岸上砍柴駐軍不動，安營紮寨。孙权嘉許甘宁的功绩，拜為西陵太守，领阳新、下雉两个县。

### 金鼓喧天
建安二十年（215年），隨軍攻取合肥，剛好遇上病疫，大軍都已經引軍撤退，只有孫權車下虎士一千多人，還有呂蒙、蔣欽、凌統和甘寧，隨孫權到遙津北。魏將张辽觀望吳軍已經沒有大軍了，當即率領步騎突然襲擊；甘寧便引弓射敵，與凌統等人聯手護主死戰。原本吹奏的樂隊鼓手因惶恐害怕的停止奏樂，甘寧立刻大聲嚴厲喝斥道：“鼓手和吹奏手為何停止敲鼓奏樂了？”隨即抽刀欲砍殺鼓手吹奏手的姿態，讓其恢復軍樂，振奮士氣軍心。甘寧表現高昂勇壯，得到孙权赞许。

### 百騎劫營

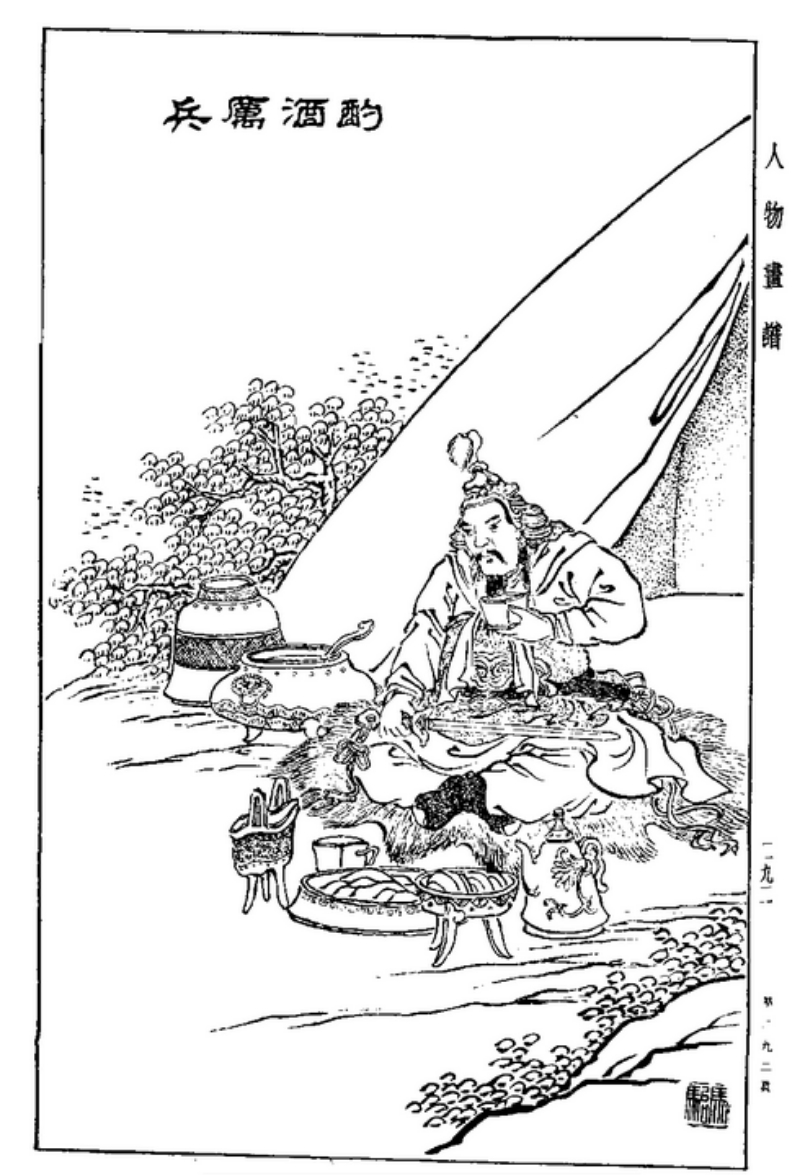
甘寧酌酒厲兵

建安二十二年（217年），曹操親自進攻濡須口（今安徽巢湖市南），號稱步騎四十萬，正在江邊讓馬喝水。孫權率七萬對抗，使甘寧為前部督領三千人，受命迎戰營前的曹军。孫權命書給甘寧，讓他夜襲曹軍，於是甘寧選手下百餘英勇善戰的人。孫權特賜米酒熟肉眾佳餚，甘寧分賜給手下百餘人食。吃完過後，甘寧以銀碗倒酒，自喝兩碗，接着倒酒給當時的都督，都督俯下身，但不肯接受。甘寧把光亮的刀子放在膝上，呵斥都督説：“你受主公的厚恩，你與甘寧相比如何？我甘寧尚不怕死，你何以獨自怕死。”都督見甘寧樣子嚴厲，即起身拜謝提酒，所有士兵也各喝一碗。然後天黑二更时，帶上百餘人偷袭曹营。拔下曹军鹿角，越壘入營，斬得數十首級，曹軍驚訝鳴鼓，舉火如星。此時甘寧達到目的，把敵軍驚動後，甘寧已經率百騎回到自己的營地，並奏起樂鼓吹，高呼萬歲。夜裡見孫權，孫權大喜說：“這真是令我驚訝，你竟然有如此的膽略。”即賜甘寧絹千匹，刀百口。孙权感叹道：“曹操有张遼，孤有甘興霸，足以抵抗。”停軍數餘月，曹操軍便撤退。
另有一说，宋杰《三国兵争要地与攻守战略研究》根据<甘宁传>将此事记载在建安十九年（214年）其攻破皖城后，认为“曹操军四十万，孙权军七万，甘宁百骑劫营”这些事都发生在217年的濡须口之战而非213年（这样就与《建康实录》记载甘宁215年去世矛盾）。
同年冬，甘宁病逝，孙权痛惜不已，後安葬於姑孰境內的直瀆。
亦有载甘宁卒于建安二十四年（219年）后，死后军队才被潘璋接手；孙权曾写信给孙皎调停其和甘宁的矛盾，称自己与北方为敌已经十年，似218年甘宁仍在世；未详孰是。

## 家庭

### 祖先
- 甘茂，戰國時秦國丞相（據《晉書·甘卓傳》記載）。

### 妻子
- 熊氏，封顺佑夫人，《宋会要缉稿》記載

### 子女
- 甘瓌，甘寧之子，後來因犯罪被罰遷徙到會稽，不久就死了。
- 甘述，在吳國擔任尚書之職。
- 甘瑰，《富池昭勇庙记》記載
- 甘氏，柔懿夫人，《宋会要缉稿》記載

### 孫
- 甘昌，甘述之子，在吳國擔任太子太傅之職。

### 曾孫
- 甘卓，甘昌之子，東晉初期荊州牧、鎮南大將軍。

## 轶事
- 甘寧粗暴好殺戮，經常不聽呂蒙意見，又時常違反孫權的命令，讓孫權十分生氣，呂蒙總對孫權示說：「鬥將猶如甘寧實屬難得，應該容忍」，於是孫權厚待甘寧，終得其所用。

- 由于甘宁殺死凌操，凌操其子凌統經常仇怨甘寧，因而甘宁经常防备凌统，不与凌统相见。孫權亦命凌統不得仇恨甘寧。[12]曾經在呂蒙的舍上會面，當大家喝酒喝得正香的時候，凌統於是以舞刀來助慶。甘寧見此便說：“寧能以雙戟為舞。”呂蒙說：“雖然甘寧可以，但不及我呂蒙精練。”呂蒙於是操刀持盾，以身體把二人分開。後來孫權知道凌統其意，令甘寧和麾下兵士遷徙屯於半州。

- 甘寧曾經與孫權的堂弟孫皎因為喝醉酒言語上有過節，有人勸他道歉，甘寧說：「大臣間應該是平等的，孫皎雖是宗室公子，但怎能讓他特別來侮辱我！我遇上明主，只應捨命相報，報答君王，但絕不能因隨著風俗而委曲受辱[13]。」於是孫權寫信叫孫皎向甘寧道歉，最終兩人結為好友。

- 甘宁性情暴躁記仇，《三國志》記載：他的「廚下兒」（廚房的僕人）得罪甘寧，怕被處罰，只好走投呂蒙。呂蒙怕廚下兒被殺，故將廚下兒留下。甘寧就去拜訪呂蒙的母親並致贈禮物，答應呂蒙不殺廚下兒。呂蒙於是將廚下兒送回甘宁處，沒想到甘寧立刻失約，將廚下兒綁在桑树上，親手彎弓射死。呂蒙得知後大怒，揚言要殺甘寧，甘宁知情後在船內賴着不出来。後來呂蒙母親出來勸解，呂蒙才息怒，於是笑著叫甘寧一起用餐，甘寧哭著對呂蒙說：「我對不起你。」有人怀疑这个故事是时人编造，因其戏剧化成分很重。

## 评价
- 陈寿《三国志》：「宁虽粗猛好杀，然开爽有计略，轻财敬士，能厚养健兒，健兒亦乐为用命。」“凡此诸将，皆江表之虎臣，孙氏之所厚待也。”
- 韦曜《吳書》：「寧輕俠殺人，藏舍亡命，聞於郡中。其出入，步則陳車騎，水則連輕舟，侍從被文繡，所如光道路，住止常以繒錦維舟，去或割棄，以示奢也。」
- 孫權：「甘興霸雖粗豪，有不如人意時，然其較略大丈夫也」、「孟德有張遼，孤有甘興霸，足相敵也。」
- 呂蒙：「天下未定，鬥將如寧難得，宜容忍之。」
- 陆机：“甘宁、凌统、程普、贺齐、朱桓、朱然之徒奋其威。”
- 冯时行：“豪杰自不群，俗眼盖盲瞽。刘表既不识，那复论黄祖。翻然脱羁衔，渡江得英主。垂手立功勋，雄名诧千古。”
- 《旧五代史卷五十三李存孝传》：“（李）存孝每临大敌，被重铠橐弓坐槊，仆人以二骑从，阵中易骑，轻捷如飞，独舞铁楇，挺身陷阵，万人辟易，盖古张辽、甘宁之比也。”
- 章如愚：“如程普、黄盖、甘宁、徐盛、潘璋、朱然、朱桓、贺齐、凌统、全琮、吕范，皆智足以御众，勇足以却敌，未有不为守令之职者。”
- 程公许：“蜀将如关、张、庞统，吴将如周瑜、鲁肃，志长命短，天下重惜之。而马超、黄忠、赵云、费祎、吕蒙、程普、步骘、甘宁辈皆智勇绝伦，足以当一面。”
- 劉克莊：「甘寧關羽至今傳，名將為神自古然。生不封侯三萬戶，死猶廟食數千年。」
- 郝经：“程普诸将皆江表虎臣，鏖兵卫主，攻坚轧敌，兴王定覇，孙氏兄弟卒立国建号，诸将之力也。若黄盖之水战而用火攻，能用奇者也；蒋钦之不挟私怨而举徐盛；凌统之亲贤下士轻财重义；陈表倾家养士妻子露立，并有良将之规。甘宁之奢侈、潘璋之不法，权皆容之，许宁报苏飞之恩，不使统复父操之雠，驭将之术也。丁奉恃功而骄，不容于虐主，宜哉！”“吴将剽轻，殆多谲计。莫肯下人，卒自称帝。摩创抚孤，动辄流涕。驾驭有术，驱策有方。果保江东，不负桓王。”
- 羅貫中《三国志通俗演义》：“鼙鼓声喧震地来，吴师到处鬼神哀！百翎直贯曹家寨，尽说甘宁虎将才。”“巴郡甘兴霸，长江锦幔舟。关公不敢渡，曹操镇常忧。劫寨将轻骑，驱兵饮巨瓯。神鸦灵显圣，香火永千秋！”
- 李贽：“观甘宁、凌统不共戴天，一朝改为刎颈之友，乃知世上无不解之仇，只是人不肯先为甘宁耳．吾劝世人勇为甘宁可也。”
- 钟敬伯： “甘宁、凌统不共戴天之仇，一朝改为一刎颈之友，固丈夫事也。”
- 黄恩彤：“先取荆，次取蜀，兴霸之策与孔明、公瑾略同，亦识时务之俊杰也。”

## 文藝作品

### 三國演義
小说《三国演义》中描寫的甘寧事蹟與史書記載基本相同。唯一不同處，只有最後描寫甘宁抱病參與夷陵之战，被蜀国蛮将沙摩柯一箭射中额头，此后逃到一棵大树下坐着死去，死後被數百隻烏鴉圍繞著。

### 動漫遊戲
- 真三國無雙系列 / 無雙OROCHI系列（光榮公司開發，原北谷彰基配音，後由三浦祥朗配音）
- 三國演義
- 《橫山光輝三國志》（橫山光輝）
- 《蒼天航路》（王欣太）
- 《火鳳燎原》（陳某）、《火鳳燎原》外傳小說《伯符》（王貽興）:在襄陽之战中在袁術的手下無名軍師的計算下射殺孫堅，箭術承於黃忠，於孫策下皖城時登場,後殺害偽裝成孫策之凌操，更和殘兵成員小孟比試箭術，因於黃祖軍中不受重用，在龐統遊說下投靠孫權，在赤壁之戰中和張遼打至平手。
- 《异乡之草三国志连作集》

### 影視作品
| 年份   | 劇名                               | 演員      | 剧中姓名 | 註解                                                                               |
| 1985年 | 電視劇《諸葛亮》                   | 李金鹿    | 甘寧     |                                                                                    |
| 1994年 | 電視劇《三國演義-第二部 赤壁鏖戰》 | 韓冬      | 甘寧     |                                                                                    |
| 1994年 | 電視劇《三國演義-第三部 三足鼎立》 | 張玉海    | 甘寧     |                                                                                    |
| 1996年 | 電視劇《三國英雄傳之關公》         | 那達克    | 甘寧     |                                                                                    |
| 2008年 | 電影《赤壁》                       | 中村獅童  | 甘興     | 以甘寧為人物原型，在赤壁之戰攻取曹軍寨門時戰死，但历史上的甘宁并未在赤壁之战中战死 |
| 2009年 | 電影《赤壁：決戰天下》             | 中村獅童  | 甘興     | 以甘寧為人物原型，在赤壁之戰攻取曹軍寨門時戰死，但历史上的甘宁并未在赤壁之战中战死 |
| 2009年 | 電視劇《終極三國》                 | 張勝凱    | 甘寧     |                                                                                    |
| 2010年 | 電視劇《三國》                     | 夏小龍    | 甘寧     |                                                                                    |
| 2017年 | 電視劇《終極三國》                 | Danny Lau | 甘寧     |                                                                                    |

## 後世影響
- 宋代時，甘寧被封為神祇，南宋時更加封“昭毅武惠遺愛靈顯王”[14]，得以建廟享祭，在一些小說作品中被稱為「吳王」。其廟前聚集的烏鴉都被稱為「神鴉」。如蒲松齡《聊齋誌異》中的「竹青」故事。

- 在《三国演义》极受欢迎的日本，甘宁普遍被视作豪迈的勇将，备受青睐。

## 延伸阅读
[在维基数据编辑]
 《三國志·卷55》，出自陳壽《三國志》
 在维基共享资源阅览影像